# Fletcher (Ohio)
Fletcher és una població dels Estats Units a l'estat d'Ohio. Segons el cens del 2000 tenia 510 habitants.

## Demografia
Segons el cens del 2000, Fletcher tenia 510 habitants, 189 habitatges, i 144 famílies. La densitat de població era de 635,2 habitants per km².
Dels 189 habitatges en un 37,6% hi vivien nens de menys de 18 anys, en un 61,4% hi vivien parelles casades, en un 10,6% dones solteres, i en un 23,3% no eren unitats familiars. En el 20,1% dels habitatges hi vivien persones soles el 9,5% de les quals corresponia a persones de 65 anys o més que vivien soles. El nombre mitjà de persones vivint en cada habitatge era de 2,7 i el nombre mitjà de persones que vivien en cada família era de 3,09.
Per edats la població es repartia de la següent manera: un 29% tenia menys de 18 anys, un 10,2% entre 18 i 24, un 29,4% entre 25 i 44, un 17,3% de 45 a 60 i un 14,1% 65 anys o més.
L'edat mediana era de 32 anys. Per cada 100 dones de 18 o més anys hi havia 104,5 homes.
La renda mediana per habitatge era de 41.583 $ i la renda mediana per família de 45.179 $. Els homes tenien una renda mediana de 31.458 $ mentre que les dones 26.125 $. La renda per capita de la població era de 19.538 $. Aproximadament el 6,8% de les famílies i el 9,4% de la població estaven per davall del llindar de pobresa.

## Poblacions més properes
El següent diagrama mostra les poblacions més properes.